# 加野幸司

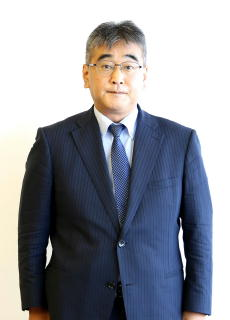
公式肖像写真

加野 幸司（かの こうじ、1966年6月 – ）は、日本の防衛官僚。

## 人物
岐阜県出身。岐阜県立岐阜高等学校を経て、東京大学法学部卒業。

## 略歴
出典:
- 1989年　防衛庁入庁　長官官房総務課

2006年　防衛政策局防衛政策課弾道ミサイル防衛室長
- 2007年　大臣官房秘書課付（防衛研究所一般課程）
- 2008年　南関東防衛局企画部長
- 2010年　大臣官房総括企画官
- 2011年　大臣官房広報課長
- 2012年　防衛政策局国際政策課長
- 2013年　内閣官房内閣参事官
- 2013年　防衛政策局日米防衛協力課長
- 2015年　防衛政策局防衛政策課長
- 2017年　内閣府国際平和協力本部事務局次長
- 2019年　外務省大臣官房審議官（総合外交政策局軍縮不拡散・科学部担当）（大使）
- 2020年　統合幕僚監部総括官
- 2021年　内閣官房内閣審議官
- 2023年　防衛省防衛政策局長
- 2024年　防衛省大臣官房長
- 2024年　防衛審議官